# Partecipanti alla Dwars door Vlaanderen 2022
Elenco dei partecipanti al Dwars door Vlaanderen 2022.
Il Dwars door Vlaanderen 2022 è stata la settantaseiesima edizione della corsa. Alla competizione presero parte 25 squadre: le 18 iscritte all'UCI World Tour 2022 e 7 UCI ProTeam.
Partenza con 171 ciclisti accreditati.

## Corridori per squadra
Nota: R ritirato, NP non partito, FT fuori tempo, SQ squalificato
| Ineos Grenadiers       | Ineos Grenadiers      | Ineos Grenadiers      | UAE Team Emirates        | UAE Team Emirates        | UAE Team Emirates        | Quick-Step Alpha Vinyl Team        | Quick-Step Alpha Vinyl Team        | Quick-Step Alpha Vinyl Team        |
| ---------------------- | --------------------- | --------------------- | ------------------------ | ------------------------ | ------------------------ | ---------------------------------- | ---------------------------------- | ---------------------------------- |
| N°                     | Ciclista              | Clas.                 | N°                       | Ciclista                 | Clas.                    | N°                                 | Ciclista                           | Clas.                              |
| 1                      | Dylan van Baarle      | 71°                   | 11                       | Tadej Pogačar            | 10°                      | 21                                 | Yves Lampaert                      | 27°                                |
| 2                      | Thomas Pidcock        | 3°                    | 12                       | Alexys Brunel            | 94°                      | 22                                 | Stijn Steels                       | 92°                                |
| 3                      | Kim Heiduk            | R                     | 13                       | Mikkel Bjerg             | R                        | 23                                 | Tim Declercq                       | 89°                                |
| 4                      | Magnus Sheffield      | 15°                   | 14                       | Vegard Stake Laengen     | 57°                      | 24                                 | Fabio Jakobsen                     | R                                  |
| 5                      | Ben Swift             | 98°                   | 15                       | Oliviero Troia           | R                        | 25                                 | Jannik Steimle                     | 14°                                |
| 6                      | Ben Turner            | 8°                    | 16                       | Rui Oliveira             | 87°                      | 26                                 | Zdeněk Štybar                      | 61°                                |
| 7                      | Elia Viviani          | 104°                  | 17                       | Matteo Trentin           | 30°                      | 27                                 | Bert Van Lerberghe                 | 66°                                |
| AG2R Citroën Team      | AG2R Citroën Team     | AG2R Citroën Team     | Jumbo-Visma              | Jumbo-Visma              | Jumbo-Visma              | Alpecin-Fenix                      | Alpecin-Fenix                      | Alpecin-Fenix                      |
| N°                     | Ciclista              | Clas.                 | N°                       | Ciclista                 | Clas.                    | N°                                 | Ciclista                           | Clas.                              |
| 31                     | Greg Van Avermaet     | 16°                   | 41                       | Tiesj Benoot             | 2°                       | 51                                 | Mathieu van der Poel               | 1°                                 |
| 32                     | Oliver Naesen         | R                     | 42                       | David Dekker             | R                        | 52                                 | Jasper Philipsen                   | 29°                                |
| 33                     | Lawrence Naesen       | R                     | 43                       | Pascal Eenkhoorn         | 22°                      | 53                                 | Dries De Bondt                     | 43°                                |
| 34                     | Gijs Van Hoecke       | R                     | 44                       | Timo Roosen              | 106°                     | 54                                 | Gianni Vermeersch                  | 26°                                |
| 35                     | Antoine Raugel        | R                     | 45                       | Mike Teunissen           | 28°                      | 55                                 | Michael Gogl                       | R                                  |
| 36                     | Bob Jungels           | 70°                   | 46                       | Olav Kooij               | 100°                     | 56                                 | Tobias Bayer                       | R                                  |
| 37                     | Stan Dewulf           | 46°                   | 47                       | Mick van Dijke           | 105°                     | 57                                 | Julien Vermote                     | R                                  |
| Trek-Segafredo         | Trek-Segafredo        | Trek-Segafredo        | Lotto Soudal             | Lotto Soudal             | Lotto Soudal             | Astana Qazaqstan Team              | Astana Qazaqstan Team              | Astana Qazaqstan Team              |
| N°                     | Ciclista              | Clas.                 | N°                       | Ciclista                 | Clas.                    | N°                                 | Ciclista                           | Clas.                              |
| 61                     | Mads Pedersen         | 69°                   | 71                       | Victor Campenaerts       | 4°                       | 81                                 | Gianni Moscon                      | R                                  |
| 62                     | Daan Hoole            | 95°                   | 72                       | Cédric Beullens          | 77°                      | 82                                 | Manuele Boaro                      | 82°                                |
| 63                     | Toms Skujiņš          | R                     | 73                       | Florian Vermeersch       | 99°                      | 83                                 | Leonardo Basso                     | R                                  |
| 64                     | Alex Kirsch           | R                     | 74                       | Arnaud De Lie            | R                        | 84                                 | Evgenij Fëdorov                    | 84°                                |
| 65                     | Quinn Simmons         | R                     | 75                       | Brent Van Moer           | 51°                      | 85                                 | Michele Gazzoli                    | R                                  |
| 66                     | Edward Theuns         | 54°                   | 76                       | Frederik Frison          | R                        | 86                                 | Davide Martinelli                  | R                                  |
| 67                     | Otto Vergaerde        | 68°                   | 77                       | Tim Wellens              | 37°                      | 87                                 | Artıom Zaharov                     | 81°                                |
| Bahrain Victorious     | Bahrain Victorious    | Bahrain Victorious    | Bora-Hansgrohe           | Bora-Hansgrohe           | Bora-Hansgrohe           | Cofidis                            | Cofidis                            | Cofidis                            |
| N°                     | Ciclista              | Clas.                 | N°                       | Ciclista                 | Clas.                    | N°                                 | Ciclista                           | Clas.                              |
| 91                     | Heinrich Haussler     | 108°                  | 101                      | Sam Bennett              | R                        | 111                                | Bryan Coquard                      | 23°                                |
| 92                     | Jan Tratnik           | 9°                    | 102                      | Marco Haller             | R                        | 112                                | Piet Allegaert                     | 32°                                |
| 93                     | Filip Maciejuk        | 60°                   | 103                      | Jonas Koch               | 63°                      | 114                                | Wesley Kreder                      | 55°                                |
| 94                     | Jonathan Milan        | NP                    | 104                      | Ryan Mullen              | 91°                      | 115                                | Kenneth Vanbilsen                  | 39°                                |
| 95                     | Yukiya Arashiro       | 59°                   | 105                      | Nils Politt              | 5°                       | 116                                | Jelle Wallays                      | R                                  |
| 96                     | Jasha Sütterlin       | 45°                   | 106                      | Lukas Pöstlberger        | R                        | 117                                | André Carvalho                     | 62°                                |
| 97                     | Fred Wright           | 25°                   | 107                      | Danny van Poppel         | 33°                      |                                    |                                    |                                    |
| EF Education-EasyPost  | EF Education-EasyPost | EF Education-EasyPost | Groupama-FDJ             | Groupama-FDJ             | Groupama-FDJ             | Intermarché-Wanty-Gobert Matériaux | Intermarché-Wanty-Gobert Matériaux | Intermarché-Wanty-Gobert Matériaux |
| N°                     | Ciclista              | Clas.                 | N°                       | Ciclista                 | Clas.                    | N°                                 | Ciclista                           | Clas.                              |
| 121                    | Alberto Bettiol       | R                     | 131                      | Stefan Küng              | 6°                       | 141                                | Alexander Kristoff                 | 31°                                |
| 122                    | Stefan Bissegger      | R                     | 132                      | Lewis Askey              | 40°                      | 142                                | Aimé De Gendt                      | 58°                                |
| 123                    | Michael Valgren       | 73°                   | 133                      | Valentin Madouas         | 11°                      | 143                                | Julius Johansen                    | 75°                                |
| 124                    | Marijn van den Berg   | 90°                   | 134                      | Kevin Geniets            | 67°                      | 144                                | Andrea Pasqualon                   | 12°                                |
| 125                    | Sebastian Langeveld   | 97°                   | 135                      | Olivier Le Gac           | 18°                      | 145                                | Adrien Petit                       | R                                  |
| 126                    | Jonas Rutsch          | 50°                   | 136                      | Fabian Lienhard          | 53°                      | 146                                | Taco van der Hoorn                 | R                                  |
| 127                    | Tom Scully            | 102°                  | 137                      | Tobias Ludvigsson        | R                        | 147                                | Kévin Van Melsen                   | R                                  |
| Israel-Premier Tech    | Israel-Premier Tech   | Israel-Premier Tech   | Movistar Team            | Movistar Team            | Movistar Team            | Team BikeExchange-Jayco            | Team BikeExchange-Jayco            | Team BikeExchange-Jayco            |
| N°                     | Ciclista              | Clas.                 | N°                       | Ciclista                 | Clas.                    | N°                                 | Ciclista                           | Clas.                              |
| 151                    | Sep Vanmarcke         | 101°                  | 161                      | Iván García Cortina      | 34°                      | 171                                | Dylan Groenewegen                  | 107°                               |
| 152                    | Jenthe Biermans       | NP                    | 162                      | Iñigo Elosegui           | R                        | 172                                | Alexander Edmondson                | R                                  |
| 153                    | Hugo Houle            | 42°                   | 163                      | Imanol Erviti            | R                        | 173                                | Campbell Stewart                   | R                                  |
| 154                    | Taj Jones             | R                     | 164                      | Alex Aranburu            | 85°                      | 174                                | Alexander Konychev                 | R                                  |
| 155                    | Guillaume Boivin      | NP                    | 165                      | Johan Jacobs             | 24°                      | 175                                | Luka Mezgec                        | 36°                                |
|                        |                       |                       | 166                      | Mathias Norsgaard        | 80°                      | 176                                | Luke Durbridge                     | 64°                                |
| 167                    | Max Kanter            | R                     | 177                      | Kelland O'Brien          | 7°                       |                                    |                                    |                                    |
| Team DSM               | Team DSM              | Team DSM              | Team Arkéa-Samsic        | Team Arkéa-Samsic        | Team Arkéa-Samsic        | TotalEnergies                      | TotalEnergies                      | TotalEnergies                      |
| N°                     | Ciclista              | Clas.                 | N°                       | Ciclista                 | Clas.                    | N°                                 | Ciclista                           | Clas.                              |
| 181                    | John Degenkolb        | 38°                   | 191                      | Amaury Capiot            | 13°                      | 201                                | E. Boasson Hagen                   | 52°                                |
| 182                    | Kevin Vermaerke       | 93°                   | 193                      | Matis Louvel             | 19°                      | 202                                | Maciej Bodnar                      | R                                  |
| 183                    | Alberto Dainese       | 103°                  | 194                      | Christophe Noppe         | 86°                      | 203                                | Daniel Oss                         | 65°                                |
| 184                    | Søren Kragh Andersen  | 17°                   | 195                      | Markus Pajur             | 83°                      | 204                                | Geoffrey Soupe                     | R                                  |
| 185                    | Niklas Märkl          | R                     | 196                      | Clément Russo            | 35°                      | 205                                | Niki Terpstra                      | 21°                                |
| 186                    | Joris Nieuwenhuis     | 48°                   | 197                      | Connor Swift             | 56°                      | 206                                | Anthony Turgis                     | 72°                                |
| 187                    | Cees Bol              | R                     |                          |                          |                          | 207                                | Dries Van Gestel                   | R                                  |
| B&B Hotels-KTM         | B&B Hotels-KTM        | B&B Hotels-KTM        | Sport Vlaanderen-Baloise | Sport Vlaanderen-Baloise | Sport Vlaanderen-Baloise | Bingoal Pauwels Sauces WB          | Bingoal Pauwels Sauces WB          | Bingoal Pauwels Sauces WB          |
| N°                     | Ciclista              | Clas.                 | N°                       | Ciclista                 | Clas.                    | N°                                 | Ciclista                           | Clas.                              |
| 211                    | Jens Debusschere      | R                     | 221                      | Alex Colman              | R                        | 231                                | Arjen Livyns                       | 47°                                |
| 212                    | Luca Mozzato          | 44°                   | 222                      | Gilles De Wilde          | R                        | 232                                | Stanisław Aniołkowski              | R                                  |
| 213                    | Alexis Gougeard       | 20°                   | 223                      | Milan Fretin             | R                        | 233                                | Mathijs Paasschens                 | 76°                                |
| 214                    | Julien Morice         | 88°                   | 224                      | Jens Reynders            | 78°                      | 234                                | Timothy Dupont                     | R                                  |
| 215                    | Victor Koretzky       | 41°                   | 225                      | Aaron Van Poucke         | R                        | 235                                | Laurenz Rex                        | R                                  |
| 216                    | Jérémy Lecroq         | R                     | 226                      | Ward Vanhoof             | 49°                      | 236                                | Ludovic Robeet                     | R                                  |
| 217                    | Jordi Warlop          | R                     | 227                      | Aaron Verwilst           | 74°                      | 237                                | Attilio Viviani                    | R                                  |
| Uno-X Pro Cycling Team |                       |                       |                          |                          |                          |                                    |                                    |                                    |
| N°                     | Ciclista              | Clas.                 |                          |                          |                          |                                    |                                    |                                    |
| 241                    | Kristoffer Halvorsen  | R                     |                          |                          |                          |                                    |                                    |                                    |
| 242                    | William Blume Levy    | R                     |                          |                          |                          |                                    |                                    |                                    |
| 243                    | Tord Gudmestad        | R                     |                          |                          |                          |                                    |                                    |                                    |
| 244                    | Erik Resell           | 79°                   |                          |                          |                          |                                    |                                    |                                    |
| 245                    | Martin Urianstad      | R                     |                          |                          |                          |                                    |                                    |                                    |
| 246                    | Anders Skaarseth      | 96°                   |                          |                          |                          |                                    |                                    |                                    |
| 247                    | Søren Wærenskjold     | NP                    |                          |                          |                          |                                    |                                    |                                    |